# María de la Encarnación Andonaegui
Maria de la Encarnación Andonaegui (Buenos Aires, Imperi Espanyol, 25 de març de 1769 - Buenos Aires, Províncies Unides del Riu de la Plata, ?) va ser una patriota argentina que va actuar al servei de la Revolució de Maig i durant els primers anys del moviment emancipador. És considerada una de les Patrícies Argentines.

## Biografia
Maria de la Encarnación Andonaegui va néixer a la ciutat de Buenos Aires, llavors capital de la Governació del Riu de la Plata, el 25 de març de 1769. Era filla de José Andonaegui Aguirre, originari de Xile i regidor del cabildo de Buenos Aires el 1770, i de Maria Catalina Herrera Sotomayor Morón.
El 26 de novembre de 1795 es va casar amb l'asturià Francisco Antonio Valdepares, comptador del Tribunal de Comptes de la ciutat. El doctor Darragueira va ser un dels testimonis del casament.
El 1810, i a diferència del seu marit, es va adherir a la Revolució de Maig. Al juny de 1811 Diego Saavedra, fill de el president de la Junta Grande Cornelio Saavedra, i Juan Pedro Aguirre se'n van anar als Estats Units amb la missió d'adquirir-hi armament i municions. Els comissionats van tancar a principis de 1812 un contracte per a la compra de 1000 fusells i 350.000 pedres d'espurna amb la signatura Miller & Wambor.
El 13 de maig van arribar al port d'Ensenada de Barragán els comissionats amb la càrrega a bord de la nau de bandera nord-americana Liberty, i el 19 de maig tiraven àncora davant el port de Buenos Aires. Havent-se difós entre la població l'arribada al port de Buenos Aires de la nau i el rumor que la situació econòmica del govern revolucionari dificultava la compra, el 30 de maig de 1812 es va reunir a casa de Tomasa de la Quintana, esposa d'Antonio José de Escalada, catorze dames de la societat portenya.
Les patrícies que serien conegudes com a Sociedad Patriòtica, van donar l'import de 13 fusiells i dues unces d'or perquè quan "l'alegria pública porti fins al si de les seves famílies la nova d'una victòria, podran dir en l'exaltació del seu entusiasme: jo vaig armar el braç d'aquest valent que va assegurar la seva glòria i la nostra llibertat", en les paraules de la seva presentació, redactada per Bernardo de Monteagudo.
Les patrícies van sol·licitar que cada un dels fusells adquirits amb la seva aportació portessin el nom de la donant perquè "si l'amor de la pàtria deixa algun buit en el cor dels guerrers, la consideració al sexe serà un nou estímul que els obligui a sostenir en la seva arma una peça de l'afecte dels seus compatriotes l'honor i llibertat dels quals defensen. Llavors tindrà un dret per a reconvenir al covard que amb les armes va abandonar el seu nom en el camp enemic, i coronaran amb les seves mans al jove que presentant-hi l'instrument de la victòria doni una prova de la seva gloriosa valentia".
Les dames que es van subscriure van serː
1. Donant un fusell: Tomasa de la Quintana, les seves filles María de los Remedios de Escalada i María de las Nieves de Escalada, la seva cosina María de la Quintana, i la seva fillastra María Eugenia de Escalada de Demaría, Ramona Esquivel y Aldao, Mariquita Sánchez de Thompson, Petrona Bernardina Cordero, Rufina de Orma, Isabel Calvimontes de Agrelo, María de la Encarnación Andonaegui de Valdepares, Magdalena de Castro de Herrero i Ángela Castelli de Irgazábal,
2. Donant de les dues unces d'orː Carmen de la Quintanilla de Alvear.

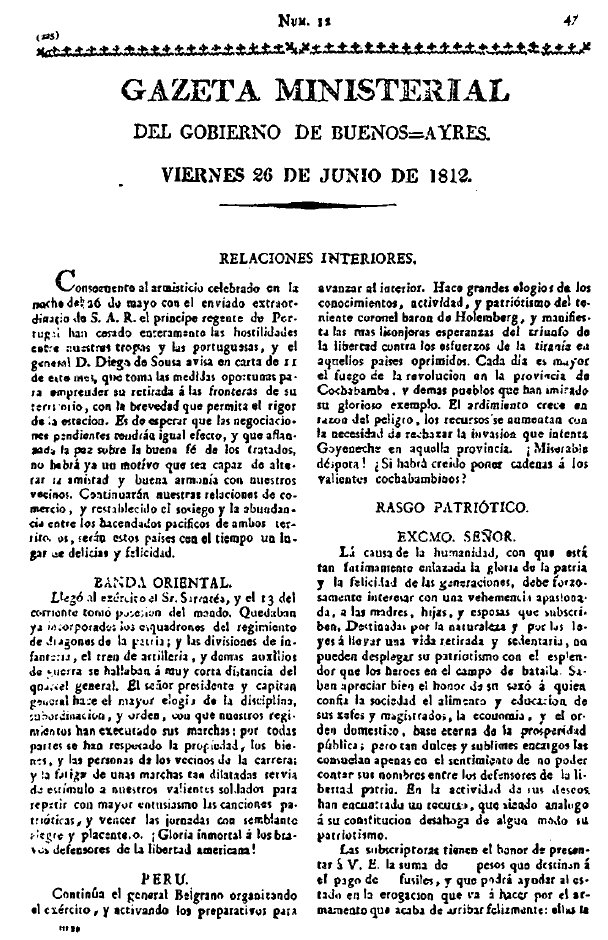
Publicació a La Gazeta de la donació.

El 26 de juny de 1812 el Triumvirato va acceptar el donatiu rendint "les més expressives gràcies en nom de la pàtria" .5 i es va publicar a la Gazeta de Buenos-Ayres.

### Vida posterior
Pocs dies després, l'1 de juliol, el govern va denunciar una conspiració reialista liderada pel comerciant Martín de Álzaga, heroi de la lluita contra les Invasions angleses del Riu de la Plata. Valdepares, espòs d'Encarnación Andonaegui, estava implicat en la conspiració i va ser detingut. Considerat autor de la proclama que es donaria al poble després de la revolució avortada, va ser condemnat i executat.
Encarnación Andonaegui es va tornar a casar amb el tinent coronel patriota Francisco Mariano de Orma, que també era vidu.
Encarnación Andonaegui era propietària de la finca anomenada de "la Presidenta". La travessava un curs d'aigua o carrerada conegut posteriorment amb el nom d'arroyo del Piojo, que desembocava prop de el pont de Barracas. El 1831 va vendre a Jackson, Barker i Cia. bona part de la finca.
Durant el govern de Juan Manuel de Rosas el seu segon marit, si bé simpatitzant del Partit Federal, va ser sindicat com a lomo negro (partidari de Juan Ramón Balcarce). Malgrat ser oncle polític del canceller Felipe Arana, 6 es va veure forçat a emigrar a Montevideo, ciutat en la qual va morir l'1 d'octubre de 1841.
No es coneix la data de la mort de Maria de l'Encarnació Andonaegui, només que va morir en situació d'extrema pobresa.